# Притулок під Кукулом
Притулок під Кукулом ― колишній гірський притулок, збудований на висоті 1173 м. Власником притулку була Спілка осадників (Związek Osadników). Архітектор ― інженер Станіслав Маржинський. Будинок звели на території управи державних лісів Польщі (Lasy Państwowe) як осередок зимових видів спортивного дозвілля для молоді Східних територій Польщі. 
Будинок міг вмістити до 100 осіб у двох-, чотирьох- та восьмимісних кімнатах, а також в одній спільній залі. Двоповерховий будинок було збудовано у формі квадрату, три сторони якого слугували флігелями (skrzydło), а четверта виступала в якості зовнішнього огородження квадратного дитинця, посередині огородження ― в'їзні ворота.
На першому поверсі розмістилися приміщення загального користування: сіни, кімната для лиж, їдальня, світлиця, три кухні, чоловічий душ, кімната керівника та кабінет. Також були кілька кімнат для гостей. На другому поверсі розташували решту покоїв та жіночу вбиральню. В піддашші ― спільна зала. В підвалі ― пральня, котельня з дизель-генератором, бойлерна, комори та резервна душова кімната у випадку значної кількості гостей. Вода постачалася завдяки водогону з прилеглого струмка, де було влаштовано водозабір.
Архітектура нагадувала гуцульську ґражду, за формою та способом будівництва нагадувала збудований кількома роками перед тим притулок на Костричі. Зовнішні конструкції зведено з гебльованих плиниць (півколод), з'єднаних у замок по кутах (łączonych na pióro). Дах накрито драницею, яку встановили поверх шару руберойду (papa) та дощок. Роботи по обиттю елементів будівлі металом виконала Fundacja Staszica з Варшави.
Для полегшення будівельних робіт було прокладено до Ворохти дорогу для автомобіля. Також було підготовлено схил для лижників: підйом по ньому тривав 2,5 год, спуск ― 40 хв.
Будівельні роботи тривали два роки, більшість робіт виконали місцеві майстри-столяри Петричук і Гарасим'юк разом з бригадою. Пиломатеріали брали з довколишнього лісу. Біля 30% кошторису прийшлося на транспортування, бо чверть підйому доводилось перевантажувати і далі везти кіньми.
Фактично притулок розпочав свою роботу 23 грудня 1938 р., урочисте відкриття і освячення відбулось 6 січня 1939 р. Церемонію проводив капітан Адольф Абрам (Adolf Abram), а освячення ― капелан Пйотр Следзевський (Piotr Śledziewski) з Вільнюса. Депеші з привітаннями з нагоди відкриття притулку надіслали міністр військових справ ― генерал дивізії Тадеуш Каспшицький (Tadeusz Kasprzycki), керуючий директор Управи державних лісів Адам Лорет (Adam Loret), воєвода Генрик Юзевський (Henryk Józewski) з дружиною, міністр Вацлав Станішевський (Wacław Staniszewski) i голова Польського татранського товариства Фердинанд Гетель (Ferdynand Goetel).
Роботи по встановленню генератора, освітлення та радіозв'язку (sygnalizacja radiowa) виконано під керівництвом Stanisław Strumilowski установою Zakłady Radioelektryczne.
Також було збудовано дві господарські споруди (також в місцевому архітектурному виконанні): для працівників та інвертарю. Поруч було облаштовано місця для таборування молоді.
Станом на сьогодні збереглися руїни у вигляді фундаменту. Підвальний поверх зберігся у задовільному стані.

## Фотографії

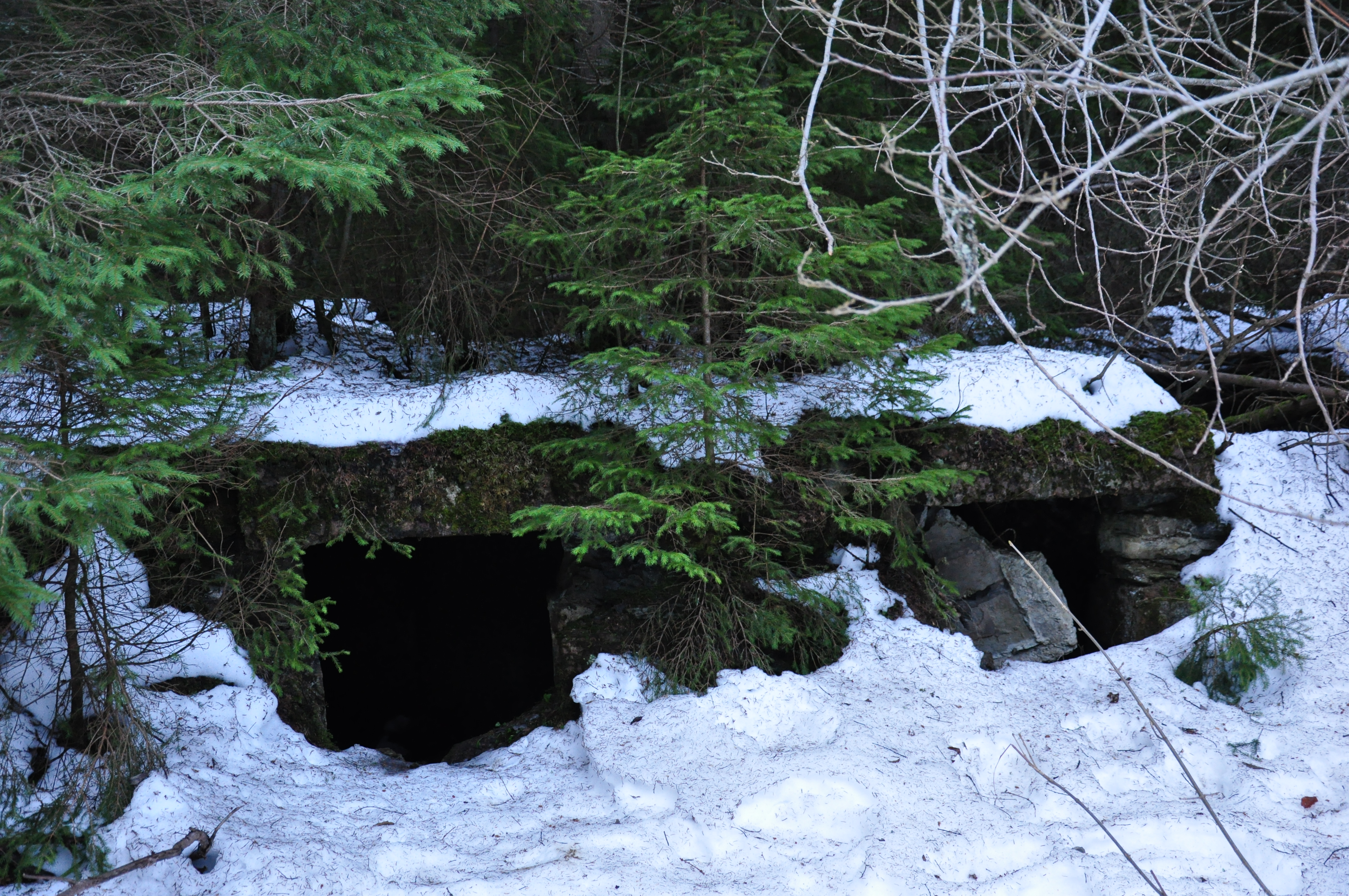
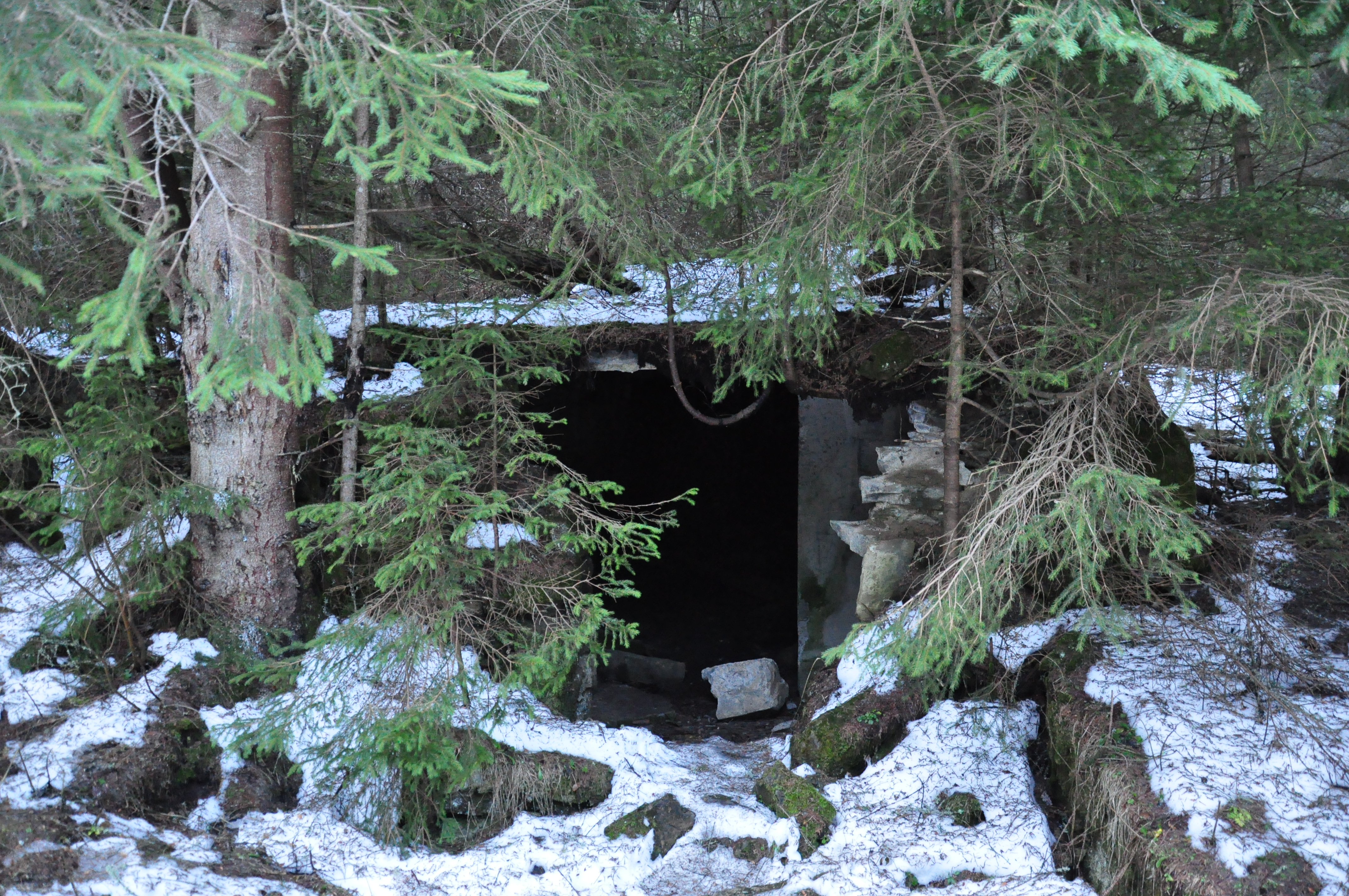
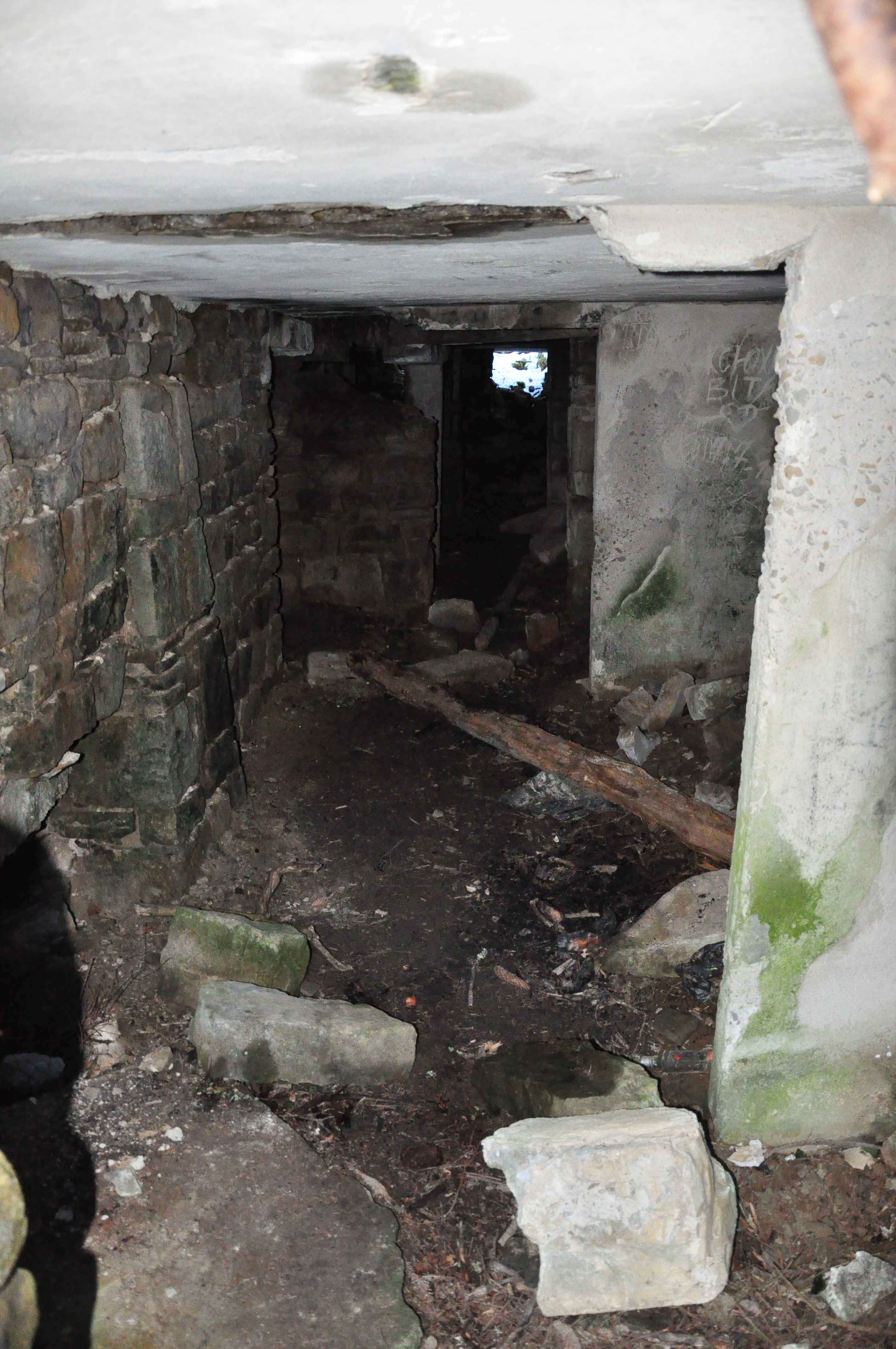
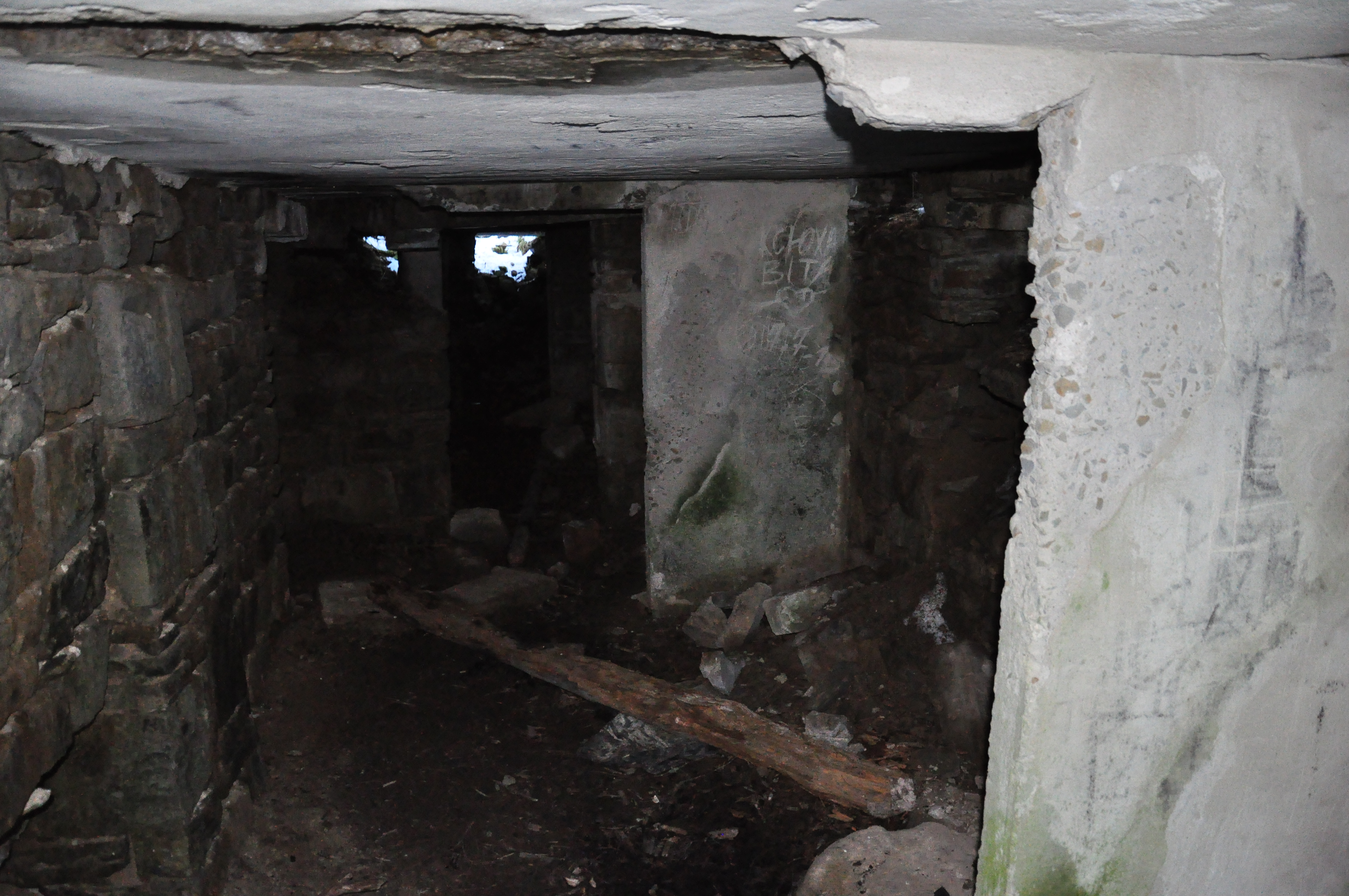
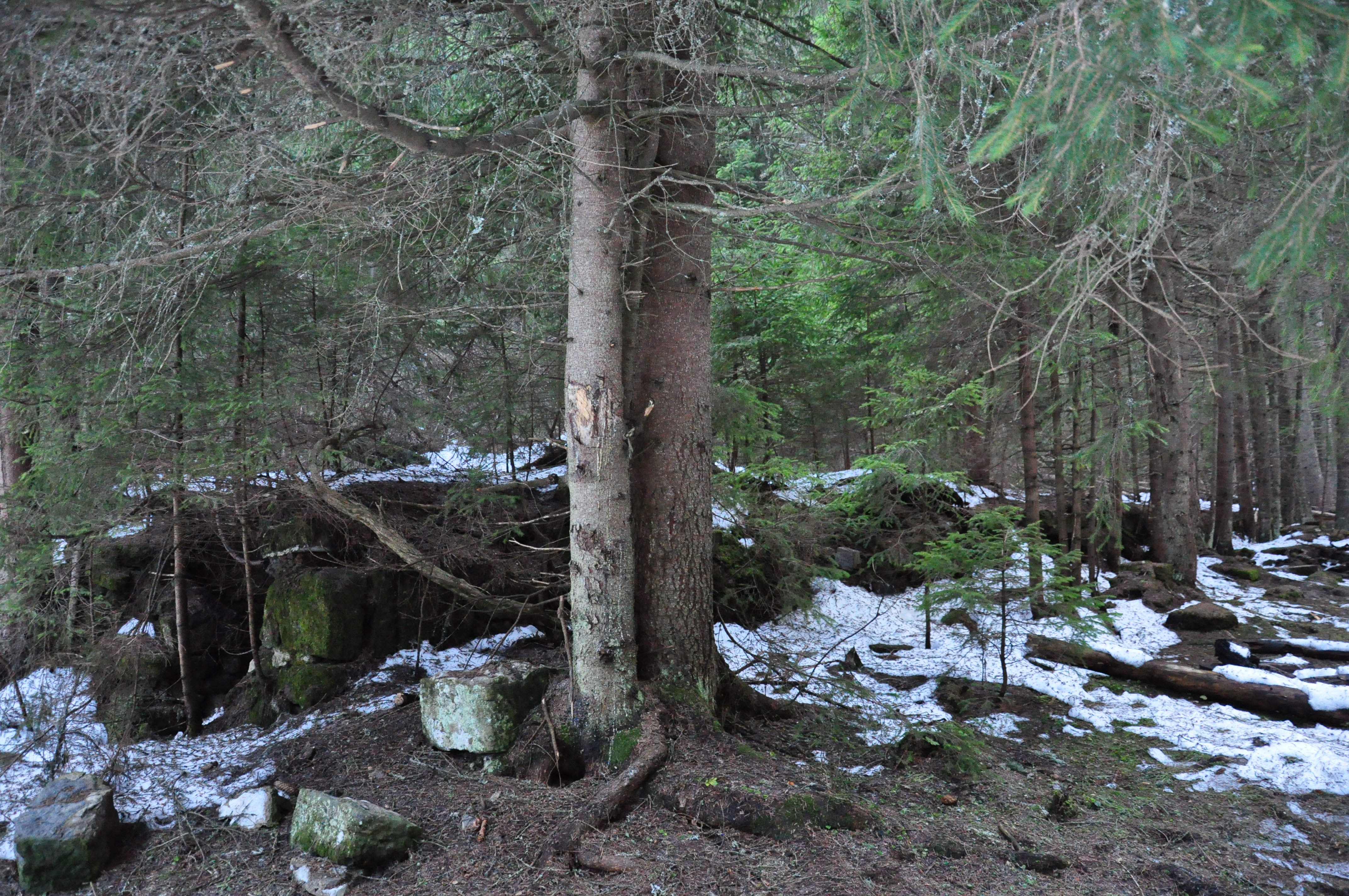